# Charles de La Vieuville

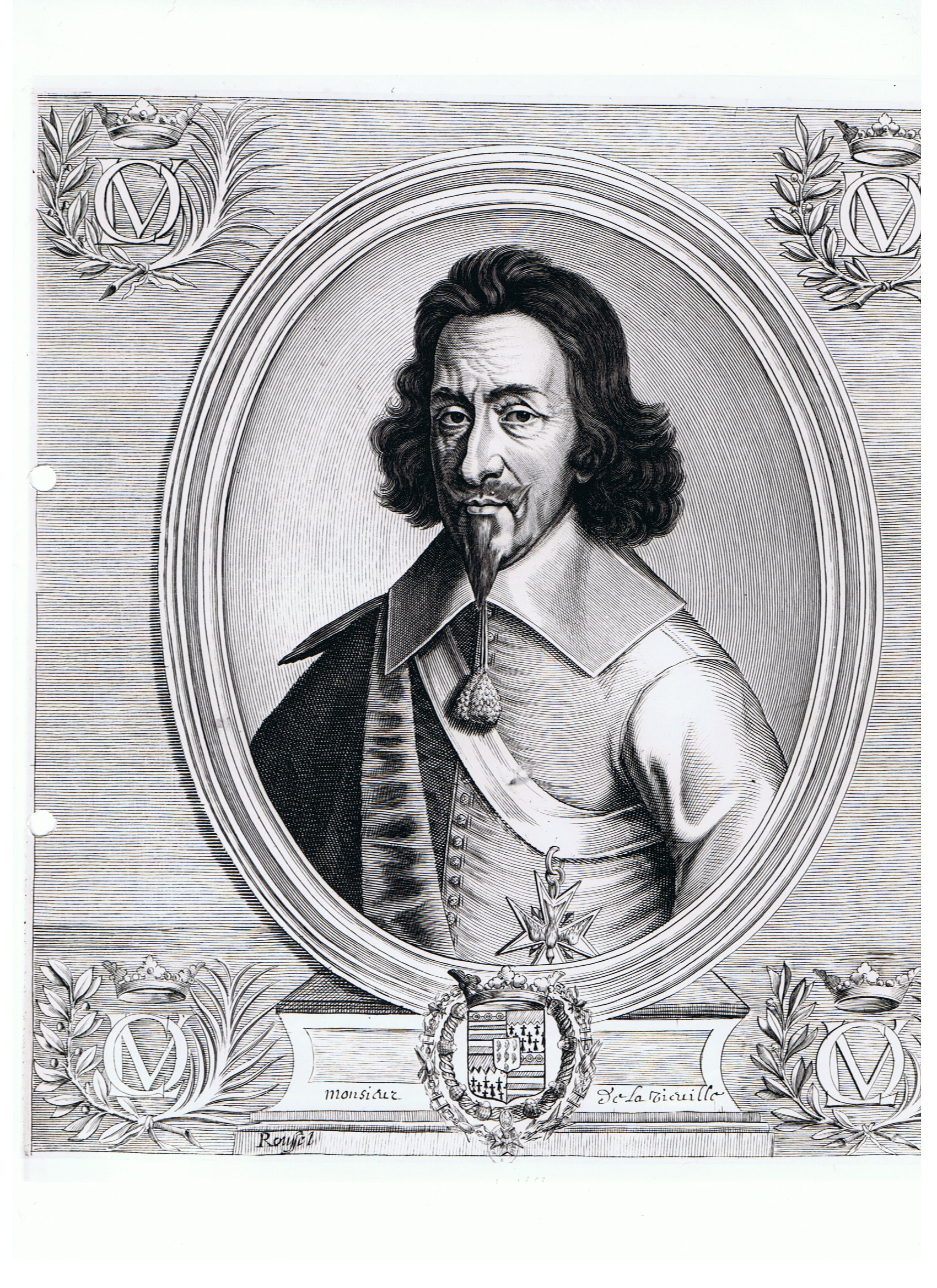
Gravura de Charles de La Vieuville

Charles I. Coskaer, marquês e mais tarde duque de La Vieuville (1582 - 9 de janeiro de 1653) foi um importante nobre francês e Superintendente das Finanças da França de 1623 a 1624 e novamente de 1651 a 1653. 

## Biografia

Brasão de Charles de La Vieuville

Ele descendia da dinastia dos seigneurs de La Vieuville e era filho de Robert, seigneur de La Vieuville. Sendo sobrinho-neto de um ministro das finanças de Henrique III e Henrique IV, ele tinha boas conexões na corte. Começou a carreira como capitão da Garde Écossaise, onde rapidamente ascendeu ao favor do rei, de modo que já em 1619 se tornou cavaleiro das ordens do rei. Com o passar do ano de 1623, o rei (que sempre buscou um modelo eficaz de governança) teve praticamente todos os seus principais conselheiros (como Brûlart e Puysieux) e seu superintendente anterior, Henri de Schomberg, ineficazes. Este vácuo de poder foi preenchido pelo confiável capitão da guarda do rei. Durante os anos em que foi superintendente, e por ser o único conselheiro do rei, teve um papel muito importante na corte francesa. Seus pontos de vista combinavam muito bem com os pontos de vista "bon français" (bom francês) de Luís XIII. Ele aconselhou o rei a ficar do lado dos holandeses e teve a ideia de interferir diretamente no Bündner Wirren - conflitos militares entre 1618 e 1639 entre as coalizões França-Veneza e Espanha-Áustria em torno do atual cantão de Graubünden como parte de a Guerra dos Trinta Anos. No entanto, ele não provou cumprir exatamente o que Luís XIII esperava e Luís XIII ficou muito desapontado com ele. La Vieuville havia se tornado muito arrogante e incompetente e os membros de sua família eram muito corruptos. Outro fator foi que o cardeal Richelieu, que acabara de entrar no Conselho Real, já havia publicado vários panfletos e espalhado vários rumores contra seu rival La Vieuville, a fim de se tornar o próprio conselheiro do rei. Finalmente, ele deveria ter sido executado, mas fugiu da França para a Holanda espanhola. Mais tarde, no reinado de Luís XIII, ele foi perdoado e voltou para a França, tornando-se superintendente mais uma vez durante o início do reinado de Luís XIV.